# Yggesjön
Yggesjön är en sjö i Vaggeryds kommun i Småland och ingår i Lagans huvudavrinningsområde.